# Италиански фронт (Първа световна война)
Италиански фронт е военният фронт в североизточната част на Апенинския полуостров, на която по време на Първата световна война се водят военни действия между Италия и нейните съюзници Франция, Великобритания и САЩ от една страна и Австро-Унгария, подкрепена от Германия, от друга.

## 1915 г.
В началото на световната война през 1914 г. Италия обявява неутралитет, напускайки по този начин съществувалия дотогава между нея, Германия и Австро-Унгария Троен съюз. В началото на 1915 г. обаче, водена от териториалните си аспирации спрямо двойната монархия и спрямо Балканите, тя подписва тайния Лондонски договор, с който се присъединява към държавите от Антантата. На 23 май същата година Италия официално обявява война на Австро-Унгария и хвърля войските си в настъпление, надявайки се да проникне дълбоко в противниковата територия и да завладее редица важни градове.
Въпреки значителното начално числено превъзходство на италианските войски над отбраняващите се австро-унгарци четирите им офанзиви, проведени до края на 1915 г. по река Изонцо, завършват неуспешно и със значителни жертви. Така много скоро след началото ѝ войната на Апенинския полуостров добива позиционен характер и се образува фронтова линия дълга над 600 километра от Швейцария до Адриатическо море.

## 1916 г.
През 1916 г. австро-унгарската армия успява да поеме инициативата и да осъществи голямо настъпление в областта Трентино, което изправя италианската армия пред опасността от сериозно поражение. Започналата по същото време голяма руска офанзива в Галиция принуждава австрийците да преустановят офанзивните си действия на италианския фронт, което връща инициативата в ръцете на италианците. През август се провежда шестата офанзива на река Изонцо, която донася и първия сериозен успех на италианските войски от началото на войната, но скоро след това военните действия отново добиват позиционен характер. В опит да се постигне нов успех италианското командване осъществява още три настъпления до края на годината, но те не постигат значим резултат.

## 1917 г.
Следващата 1917 г. е повратна точка за Италия в политически и във военен аспект. През пролетта и лятото италианското командване провежда поредните две офанзиви на река Изонцо постигайки единствено посредствени успехи. Австро-Унгария от своя страна счита моментът подходящ за един голям удар срещу италианската армия, за което обаче е необходима германска помощ поради изчерпването на австрийските резерви. С пристигането на силни германски пехотни и артилерийски подкрепления стратегическата контраофанзива на австро-германците, получила по-късно наименованието Битката при Капорето, започва през втората половина на октомври 1917 г. и бързо постига решителни успехи. Италианските войски претърпяват катастрофално поражение и отстъпват в безредие и с цената на 320 000 войници пленени, убити или ранени и други 350 000 дезертирали или пръснали се във вътрешността на Италия. В резултат на власт идва ново италианско правителство начело с Виторио Орландо, а началникът на генералния щаб на армията е сменен. Скоро след това на италианския фронт пристигат и значителни френски и британски подкрепления, които помагат на италианската армия да се задържи на река Пиаве.

## 1918 г.
С края на 1917 г. на италианския фронт настъпва затишие, продължило месеци наред, и прекъсвано единствено от кратки сражения с местен характер. Благодарение на това италианската армия успява в голяма степен да възстанови силите си и под новото си началство успешно да отблъсне последната голяма австро-унгарска офанзива през юни 1918 година. Скоро след това положението на Четворния съюз започва са се влошава по всички останали фронтове, а признаците за разпад на Австро-Унгария се усилват. Това дава шанс на Италия да организира последно голямо настъпление в самия край на Първата световна война, което постига лесни успехи срещу намиращата се до голяма степен в разложение австро-унгарска армия. На 3 ноември е сключено примирие между Италия и Австрия, което влиза в сила един ден по-късно и слага край на военните действия на италианския фронт.